# TPF RABe 527
Le TPF RABe 527 est une rame automotrice électrique issue du développement de la plateforme Stadler FLIRT par le constructeur suisse Stadler Rail. Ces trains sont utilisés pour le transport ferroviaire régional de voyageurs assuré par les Transports publics fribourgeois (TPF) sur le réseau express régional fribourgeois. 

## Histoire
Le modèle RABe 527 est l'une des variantes de la gamme FLIRT de Stadler Rail, parmi lesquels on retrouve également les RABe 521, RABe 522 et RABe 524 des chemins de fer fédéraux suisses. Huit rames ont été commandées par les TPF en 2009 et ont été livrées entre 2011 et 2014. Quatre premières rames ont été mises en service lors du changement d'horaire du 11 décembre 2011,. 

## Conception
L'ossature du train est composée d'un cadre en aluminium avec une partie avant en plastique à renfort de verre. Ces rames peuvent être couplées jusqu'à quatre éléments en circulation et sont équipées d'une suspension pneumatique. 

## Services assurés
Ces trains sont utilisés par les TPF sur les lignes suivantes : 
- S20/S21 Fribourg - Morat - Anet - Neuchâtel
- RE Bulle - Romont - Fribourg - Berne[3]